# Jacques Viguier
Pour la personne poursuivie pour meurtre puis acquittée, voir Affaire Suzanne Viguier.
Pour les articles homonymes, voir Viguier.
Jacques Viguier est un homme politique français né le 9 mars 1782 à Saint-Béat (Haute-Garonne) et mort le 30 juillet 1858 à Bourges (Cher).

## Biographie
Armurier à Bourges, il est député du Cher du 13 mai 1849 au 2 décembre 1851, siégeant au groupe républicain de la Montagne, groupe politique né durant la révolution française, favorable à la république et opposé d'abord aux Girondins, puis à la monarchie de Juillet et, notamment, durant la Deuxième République.
Victor Hugo cite « le représentant Viguier » dans Napoléon le Petit (livre quatrième - Les autres crimes - II Suite des crimes) accompagné d'une illustration du « représentant Viguier les chaînes aux mains » (lire sur Wikisource)

## Sources
- « Jacques Viguier », dans Adolphe Robert et Gaston Cougny, Dictionnaire des parlementaires français, Edgar Bourloton, 1889-1891 [détail de l’édition]